# المسجد العمري الكبير (غزة)
الجامع العمري الكبير في غزة هو المسجد الأكبر والأقدم في قطاع غزة، ويقع في مدينة غزة القديمة، وقد أُطلق عليه هذا الاسم تكريماً للخليفة عمر بن الخطاب صاحب الفتوحات، وبالكبير لأنه أكبر جامع في غزة.
كان موقع المسجد الحالي معبداً فلسطينياً قديماً، ثم حوَّله البيزنطيون إلى كنيسة في القرن الخامس ميلادي، وبعد الفتح الإسلامي في القرن السابع حوَّله المسلمون إلى مسجد [بحاجة لمصدر]. وقد وصفه الرحالة والجغرافي المسلم ابن بطوطة بـ«المسجد الجميل» في القرن العاشر الميلادي. وفي عام 1033م ضرب زلزال المنطقة فأدى إلى سقوط مئذنة الجامع العمري الكبير.
وفي سنة 1149م، حول الصليبيون مكان المسجد كاتدرائية مكرَّسة ليوحنا المعمدان، ولكن الأيوبيين دمروا معظمها عام 1187م، ثم أعاد المماليك بناء المسجد في وقت مبكر من القرن الثالث عشر الميلادي، ولكن المغول قاموا بتدميره في عام 1260م، لكن سرعان ما استعاده المسلمون، ودُمِّر مرة أخرى بعد وقوع زلزال ضرب المنطقة في نهاية القرن الثالث عشر.
وفي القرن السادس عشر، أعاد العثمانيون بناء المسجد العمري الكبير، وذلك بعد حوالي 300 سنة من وقوع الزلزال. وأصيب المسجد بأضرار بالغة بعد القصف البريطاني أثناء الحرب العالمية الأولى، وفي عام 1925م قام المجلس الإسلامي الأعلى بترميم المسجد. ولا يزال الجامع العمري نشطاً حتى اليوم، يؤمّه المسلمون لأداء صلاة الجمعة والصلوات الأخرى.
وفي 19 نوفمبر 2023 استهدفت القوات الجوية الإسرائيلية المسجد مَما أدى إلى تدمير أجزاء منه وتحطم مئذنته التي يعود تاريخ بنائها إلى 1400عام. وذلك خلال الرد الإسرائيلي على عملية طوفان الأقصى. وأعادت الطائرات الإسرائيلية قصف المسجد يوم 8 ديسمبر 2023 ودمرت أجزاء واسعة منه.

## الموقع
يقع الجامع الكبير في حي الدرج في البلدة القديمة في وسط مدينة غزة، في الطرف الشرقي من شارع عمر المختار، جنوب شرق ساحة فلسطين، يجاوره سوق الذهب على الجانب الجنوبي منه، ويجاوره مسجد الولايات من جهة الشمال الشرقي، أما من جهة شرق شارع الوحدة فتوجد مدرسة للبنات.

## التاريخ

### العهد البيزنطي

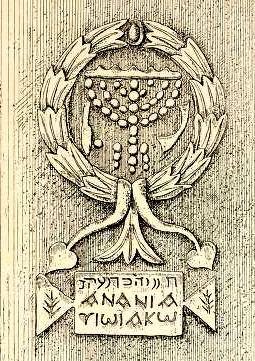
نقش توضيحي لشمعدان، 1873

وفقاً للتنقيبات، فإن المسجد شيد على موقع المعبد الوثني داجون إله الخصوبة الذي أطاح بشمشون في سفر القضاة حسب المعتقد القديم. وفي وقت لاحق، خصص المعبد لمارناس إله المطر والحبوب، وتدعي الأسطورة المحلية اليوم أن شمشون دفن تحت المسجد الحالي.
وفي عام 406م، أي خلال عهد الإمبراطورية البيزنطية تم تحويل المعبد إلى كنيسة بيزنطية على يد المعماري روفينوس، بأمر من الإمبراطورة أليا يودوسيا زوجة الإمبراطور ثيودوسيوس الثاني، كما تشير بعض البحوث أن الكنيسة قد بنيت في عهد الإمبراطور مارقيان، استناداَ لنقش يهودي منحوت على التعادل العلوي من أحد الأعمدة للمبنى، وقد اقترح علماء الآثار في أواخر القرن التاسع عشر الميلادي أن أركان المبنى العلوي قد أحضرت من كنيس يهودي يقع في «قيسارية ماريتيما» في القرن الثالث الميلادي، وفي سنة 1960، اكتُشف كنيس يهودي في ميناء غزة (مايوماس) يعود للقرن السادس الميلادي؛ ومع ذلك، فإن احتمال استخدامه هو الأرجح. بالإضافة إلى النقش، وُجد في العمود مينوراه، وشوفار، ولولاف واترج محاطة باكليل من الزهور الزخرفية؛ وقد وجد عبارة «حناينا ابن يعقوب» بعد ترجمة الكلمات الموجودة في النقش الموجود في المسجد من العبرية واليونانية، وظهرت هذه الكنيسة في فسيفساء «خريطة مادبا» التي تم إنشاؤها في عام 600م.

### العهد الإسلامي

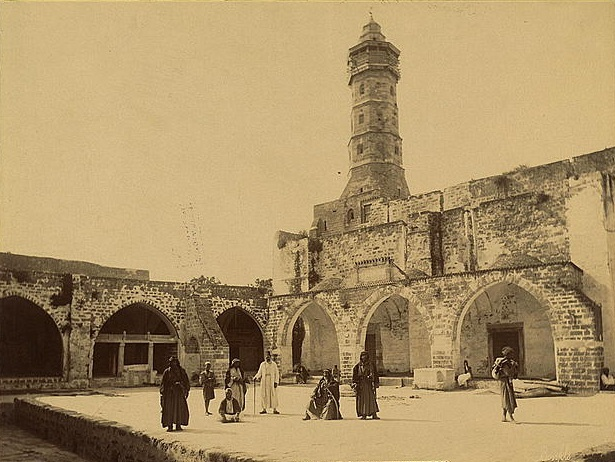
الفناء، الممرات ومئذنة المسجد، أواخر القرن 19 الميلادي

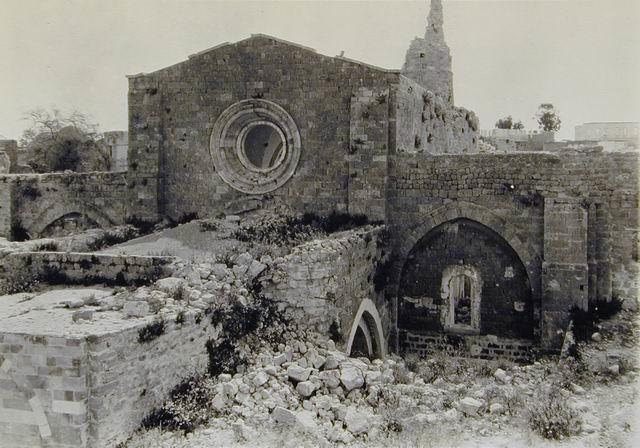
الواجهة الغربية للمسجد الكبير يعكس الطراز المعماري الصليبي. الصورة مأخوذة بعد القصف البريطاني عام 1917

بعد الفتح الإسلامي لغزة في القرن السابع ميلادي، حوَّل المسلمون الكنيسة البيزنطية إلى مسجد، خلال عهد الخليفة عمر بن الخطاب، وفي وقت مبكر من الحكم الإسلامي لغزة خلال عهد الخلافة الراشدة سمي المسجد بـ«العمري»، تكريماً لـعمر بن الخطاب الذي كان الخليفة أثناء الفتح الإسلامي لفلسطين، وفي عام 985م أثناء حكم العباسيين، كتب الجغرافي العربي المقدسي عن الجامع العمري واصفاً إياه «بالمسجد الجميل»، وفي 5 ديسمبر 1033 م، تسبب زلزال بانهيار قمة مئذنة المسجد.
وفي عام 1100 م، احتل الصليبيون غزة، وشرعوا في بناء كاتدرائية يوحنا المعمدان على أنقاض الكنيسة القديمة، بناءً على مرسوم من بالدوين الثالث حاكم القدس عام 1149، ومع ذلك، لم يذكر وليم الصوري الكاتدرائية في كتابه الذي يصف الكنائس الصليبية الكبرى، ويحتوي
المسجد العمري اليوم على ثلاثة أروقة، يعتقد أن اثنين منها شكلا جزءاً من كاتدرائية يوحنا المعمدان.
وفي عام 1187 م، انتزع الأيوبيون بقيادة صلاح الدين السيطرة على غزة من الصليبيين بعد معركة حطين، وتم تدمير الكاتدرائية.
وفي بداية القرن 13 ميلادي، أعاد المماليك بناء المسجد، ولكن المسجد الجديد قد تم تدميره في عام 1260م على يد المغول، وقد أعيد بناؤه بعد ذلك بوقت قليل. لكنه إنهار بسبب زلزال حدث في عام 1294. بعد ذلك بوقت ليس بطويل من وقوع الزلزال، أجريت تجديدات واسعة النطاق تركزت على الإيوان من قبل الوالي سنقر العلائي، خلال عهد السلطان حسام الدين لاجين بين 1297 م-1299م،  كما قام الحاكم المملوكي في المدينة بتكليف سنجر آل جولي بترميم الجامع الكبير ما بين 1311 و1319.
وفي عام 1340 م، أنهى المماليك بناء المسجد تماماً وأعادوا له بريقه، وقد وصفه الرحالة المسلم ابن بطوطة بـ«مسجد الجمعة الجميل» عند زيارته للمسجد في عام 1355م، لكنه يقول أيضاً أن المسجد بعد تعديلات آل جولي أصبح «حسن البناء»، أما النقوش التي وجدت على المسجد تحمل توقيعات سلاطين المماليك:
- الناصر محمد بن قلاوون (مؤرخة 1340)
- قايتباي (بتاريخ مايو 1498)
- الأشرف قانصوه الغوري (مؤرخة 1516)
- والخليفة العباسي المستعين بالله (مؤرخة 1412)[23]

وفي عام 1517م، سيطر العثمانيين على فلسطين، وقام العثمانيون بترميم المسجد بعد ضرر واضح أصاب المسجد في القرن 15 ميلادي،  كما شيّدوا ستة مساجد أخرى في مدينة غزة، ويحمل المبنى الداخلي للمسجد توقيع الوالي العثماني لغزة موسى باشا، شقيق والي غزة المخلوع حسين باشا، ويعود تاريخ التوقيع إلى عام 1663.

### العصر الحديث

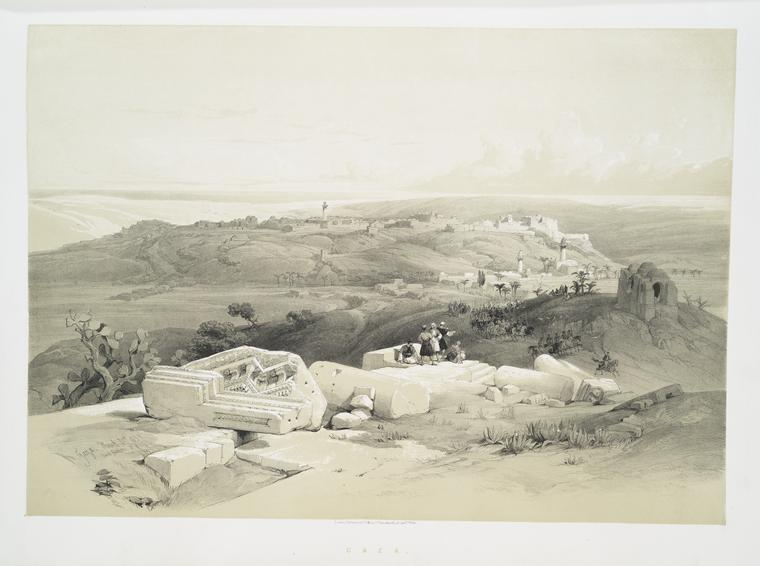
لوحة فنية لمدينة غزة مابين (1842-1849)

ذكر بعض الرحالة الغربيين في أواخر القرن 19، أن الجامع العمري الكبير كان المبنى الوحيد في غزة الجدير بالملاحظة التاريخية أو المعمارية، وقد تضرر المسجد بشكل كبير بعد القصف الكثيف من قبل قوات التحالف أثناء مهاجمة القوات العثمانية في غزة خلال الحرب العالمية الأولى، حيث إدعت القوات البريطانية بوجود ذخائر عثمانية مخزنة في المسجد وتدميرها ناجم عندما أشعلت الذخائر من قبل القصف، وتم ترميم المسجد من قبل المجلس الإسلامي الأعلى ما بين 1926 م-1927 م، تحت إشراف رئيس بلدية غزة السابق سعيد الشوا.
وفي عام 1928، عقد المجلس الإسلامي الأعلى تظاهرة حاشدة ضمت المسلمين والمسيحيين المحليين في المسجد العمري الكبير، من أجل حشد التأييد لمقاطعة الانتخابات والمشاركة في «المجلس التشريعي» من الحكومة البريطانية لولاية فلسطين. كما أمروا بغلق جميع المساجد في إحدى مناطق غزة مؤقتاً لحشد أكبر عدد ممكن من الأشخاص في المسيرة.
كما توجد بعض النقوش في المسجد لرموز دينية يهودية قديمة، نحتت عن عمد في مرحلة ما بين عامي 1987 و1993.
خلال «أحداث الانقسام الفلسطيني في غزة»، بين المنظمات الفلسطينية من حركة حماس وحركة فتح، قُتل الإمام محمد الرفاتي الموالي لحماس أمام المسجد برصاص مسلحي فتح في 12 يونيو 2007 م، انتقاماً لمقتل مسؤول في الحرس الرئاسي الفلسطيني لمحمود عباس على يد حماس في وقت سابق من ذلك اليوم.
استُخدم المسجد قاعدةً للدعم العاطفي والمادي للمقيمين في قطاع غزة، واعتُبر نقطة محورية للفخر الفلسطيني.

### دمار كبير بعد قصف جوي في 2023
خلال الردّ الإسرائيلي على عملية طوفان الأقصى وتحديدًا في 19 نوفمبر 2023، استهدفت القوات الجوية الإسرائيلية المسجد مَما أدى إلى تدمير أجزاء منه وتحطم مئذنته التي يعود تاريخ بنائها إلى 1400 عام. وأعادت الطائرات الإسرائيلية قصفه يوم 8 ديسمبر 2023 ودمرت أجزاء واسعة منه.

آثار دمار المسجد
آثار دمار المئذنة
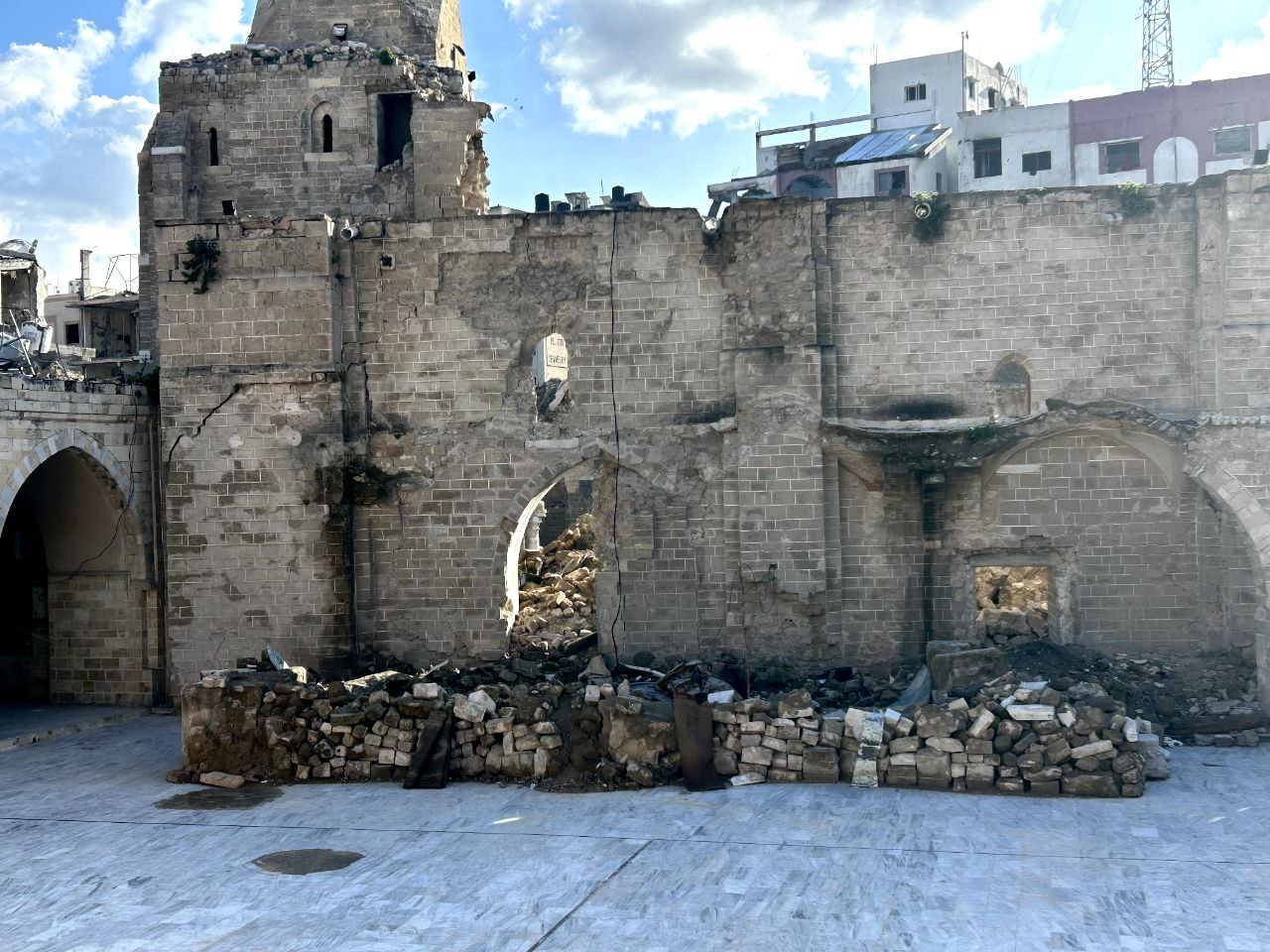
آثار دمار داخلية
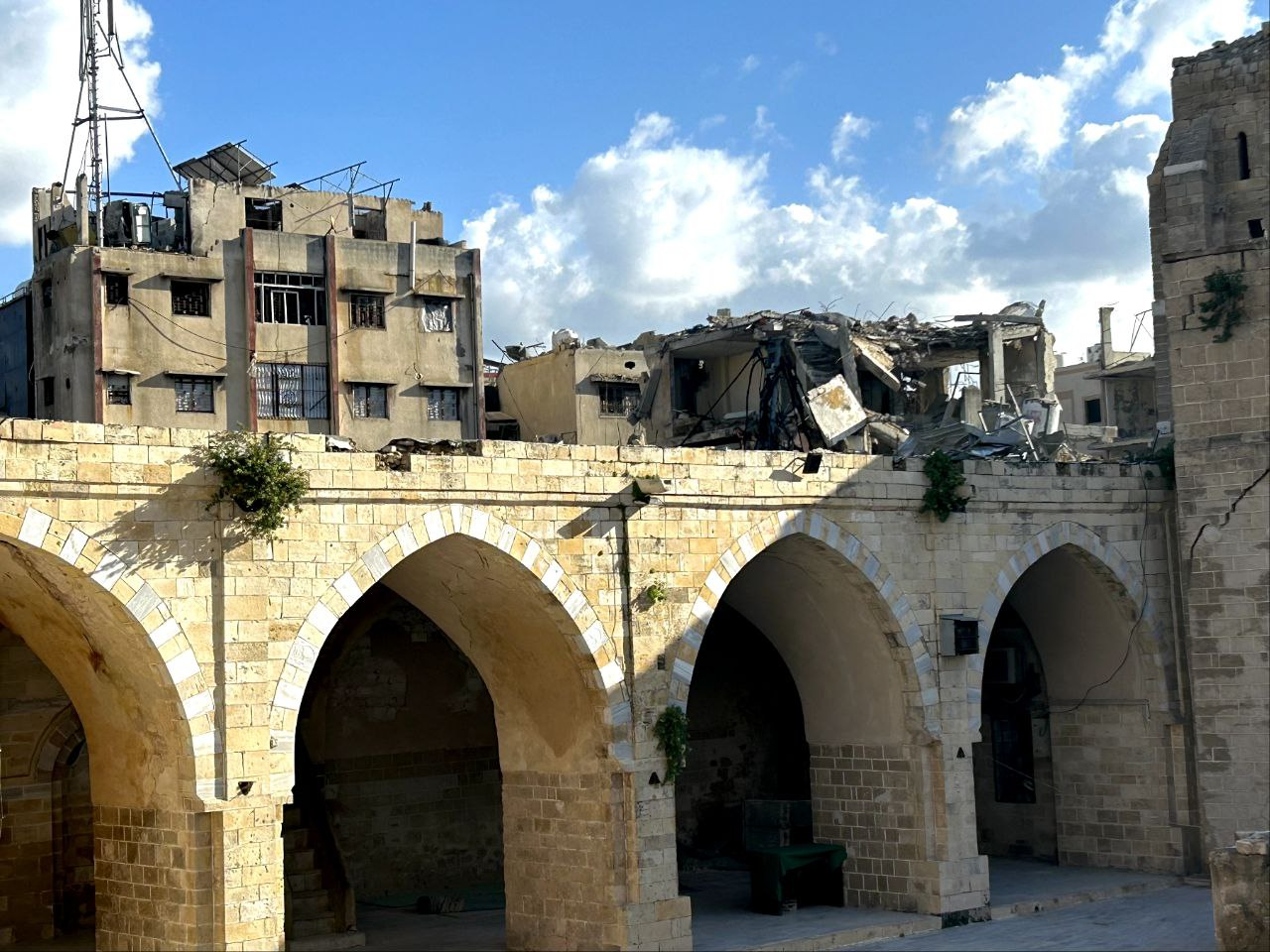
آثار الدمار في بداية الحرب

## الهندسة المعمارية
تبلغ مساحة المسجد العمري الكبير 4,100 م² (حوالي 44,132 قدم مربع) فيما تبلغ مساحة البناء 1800 م²، وشيد معظم الهيكل العام للمسجد من الحجر الرملي البحري المعروف محلياً باسم كركر، كما يحيط صحن المسجد أقواس دائرية.
وقد قام المماليك وفي وقت لاحق العثمانيين، بتوسعة جانبي بناء المسجد من جهة جنوب وجنوب شرق البلاد. ويوجد على باب المسجد نقوش مكتوب عليها اسم السلطان المملوكي قلاوون، وهناك أيضاً نقوش تتضمن أسماء السلاطين لاجين وبرقوق.

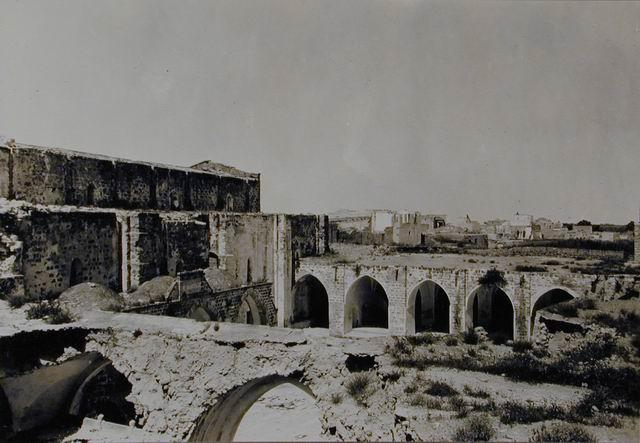
المنظر الخارجي للمسجد أوائل القرن 20، قبل التجديد

ويتسع المسجد لأكثر من ثلاثة آلاف مصل، ويضم في طابقه الأول قاعة رئيسية للصلاة ومصلى للنساء، في حين يضم في طابقه العلوي مدرسة لتعليم القرآن الكريم، أما الطابق السفلي فهو يحتوي على قاعة استقبالات وقاعة أثرية يتعدى عمرها ألفي عام مجهزة لتكون متحفاً إسلامياً.

### المنظر الداخلي
عندما تم تحويل المبنى من كاتدرائية إلى مسجد، استبدل معظم البناء الصليبي السابق تماماً، ولكن واجهة المسجد مع مدخله المقوس هو قطعة نموذجية من العمارة الصليبية للكنسية، والأعمدة داخل مجمع المسجد ما زالت تحتفظ بالطراز القوطي الإيطالي، كما حددت بعض الأعمدة كعناصر لمعبد يهودي قديم، وقد أعيد استخدامها كمواد بناء في الحقبة الصليبية. وما زالت تشكل جزءاً من المسجد اليوم، أما داخلياً، رسمت بعض الملصقات على أسطح الجدران، وقد استخدم الرخام للباب الغربي وكوة القبة، أما الأرضيات فهي مغطاة بالبلاط المزجج، كما أن الأعمدة الرخامية مبنية على نمط كورنثي.
ويوجد وسط صحن المسجد أربية مقببة تعود للحقبة الصليبية؛ وقد تم فصل العنابر عن بعضها البعض بواسطة أقواس مدببة عرضية مع بعض التشكيلات الجانبية مستطيلة الشكل، أما ممرات الصحن فهي تقع على قاعدة مرتفعة، وتم دعم ممرات الصحن بركائز أرصفة صليبية الشكل مع عمود من كل جانب، كما أن اثنين من ممرات المسجد الحالي أيضا أربية مقببة، كما يشير ابن بطوطة في مذكراته، أنه قد لاحظ بأن منبر الجامع العمري كان من الرخام الأبيض.
كما يوجد محراب صغير في المسجد مع نقش يعود تاريخه إلى عام 1663، ويحتوي على اسم والي غزة موسى باشا خلال الحكم العثماني، ولا يزال موجوداً حتى اليوم.

### مكتبة الجامع العمري
أنشأ هذه المكتبة السلطان المملوكي الظاهر بيبرس البندقداري وعيّن عليها خيرة العلماء للعناية بها،، وتذكر الكثير من المصادر أنّ المكتبة كانت تحوي أكثر من عشرين ألف كتاب ومخطوط في مختلف العلوم والفنون إلا أن هذه المكتبة تعرضت للسرقة والتدمير والعبث خصوصاً أثناء الغزو الصليبي، وأثناء الحملة الفرنسية على مصر وعلى غزة وعكا، والحرب العالمية الأولى، وانحصرت الآن في غرفة قريبة من الباب الغربي للمسجد، وهي تحتوي اليوم على 132 مخطوطة ما بين مصنف كبير ورسالة صغيرة، ويعود تاريخ أقدم نسخة مخطوطة إلى سنة 920هـ،
وتعتبر مكتبة الجامع العمري بغزة ثالث مكتبة في فلسطين بعد مكتبة المسجد الأقصى، ومكتبة مسجد أحمد باشا الجزار في عكا.

### المئذنة
تعتبر المئذنة من أشهر معالم المسجد العمري، وهي نموذج من الطراز المعماري المملوكي في غزة، وهي على شكل مربع في النصف السفلي، ومثمنة في النصف العلوي منه، وشيدت المئذنة من الحجر من القاعدة إلى الأعلى، بما في ذلك النصف العلوي المتكون من أربع مستويات، أما قمة المئذنة فيتكون معظمها من الخشب والبلاط، وهي تماثل معظم المساجد في بلاد الشام.
وتقف المئذنة اليوم على ما كان نهاية الخليج الشرقي من الكنيسة الصليبية، وهي ثلاثة حنيات نصف دائرية تحولت إلى القاعدة للمئذنة.